# 徳島県道237号切幡川島線
徳島県道237号切幡川島線（とくしまけんどう237ごう きりはたかわしません）は、徳島県阿波市から吉野川市に至る一般県道である。

## 概要
阿波市市場町切幡から吉野川市川島町桑村に至る。阿波市と吉野川市を潜水橋で結ぶ橋を含む。四国八十八箇所10番札所切幡寺から11番藤井寺へ向かう遍路道と重複する区間がある。

### 路線データ
- 起点：阿波市市場町切幡（徳島県道139号船戸切幡上板線交点）
- 終点：吉野川市川島町桑村（徳島県道122号板野川島線交点）
- 総延長：6.245 km（うち他路線との重複区間0.947 km）[1]

## 歴史
- 1972年（昭和47年）3月10日 - それまでの切幡西麻植停車場線を変更し、認定。

## 路線状況

### 重複区間
- 香川県道・徳島県道2号津田川島線（阿波市市場町大野島 - 吉野川市川島町川島）

### 道路施設

#### 橋梁
- 大野島橋（吉野川、阿波市） - 潜水橋
- 川島橋（吉野川、阿波市 - 吉野川市、香川県道・徳島県道2号津田川島線重複区間内） - 潜水橋

## 地理

### 通過する自治体
- 徳島県
  - 阿波市 - 吉野川市

### 交差する道路
| 交差する道路                                 | 市町村名 | 交差する場所 | 交差する場所 |
| -------------------------------------------- | -------- | ------------ | ------------ |
| 徳島県道139号船戸切幡上板線                  | 阿波市   | 市場町切幡   | 起点         |
| 徳島県道12号鳴門池田線                       | 阿波市   | 市場町大野島 |              |
| 徳島県道138号香美吉野線                      | 阿波市   | 市場町大野島 |              |
| 香川県道・徳島県道2号津田川島線 重複区間起点 | 阿波市   | 市場町大野島 |              |
| 香川県道・徳島県道2号津田川島線 重複区間終点 | 吉野川市 | 川島町川島   |              |
| 徳島県道122号板野川島線                      | 吉野川市 | 川島町桑村   | 終点         |

### 沿線
- 阿波市立八幡小学校
- 切幡寺（四国霊場10番札所）
- 吉野川

## ギャラリー

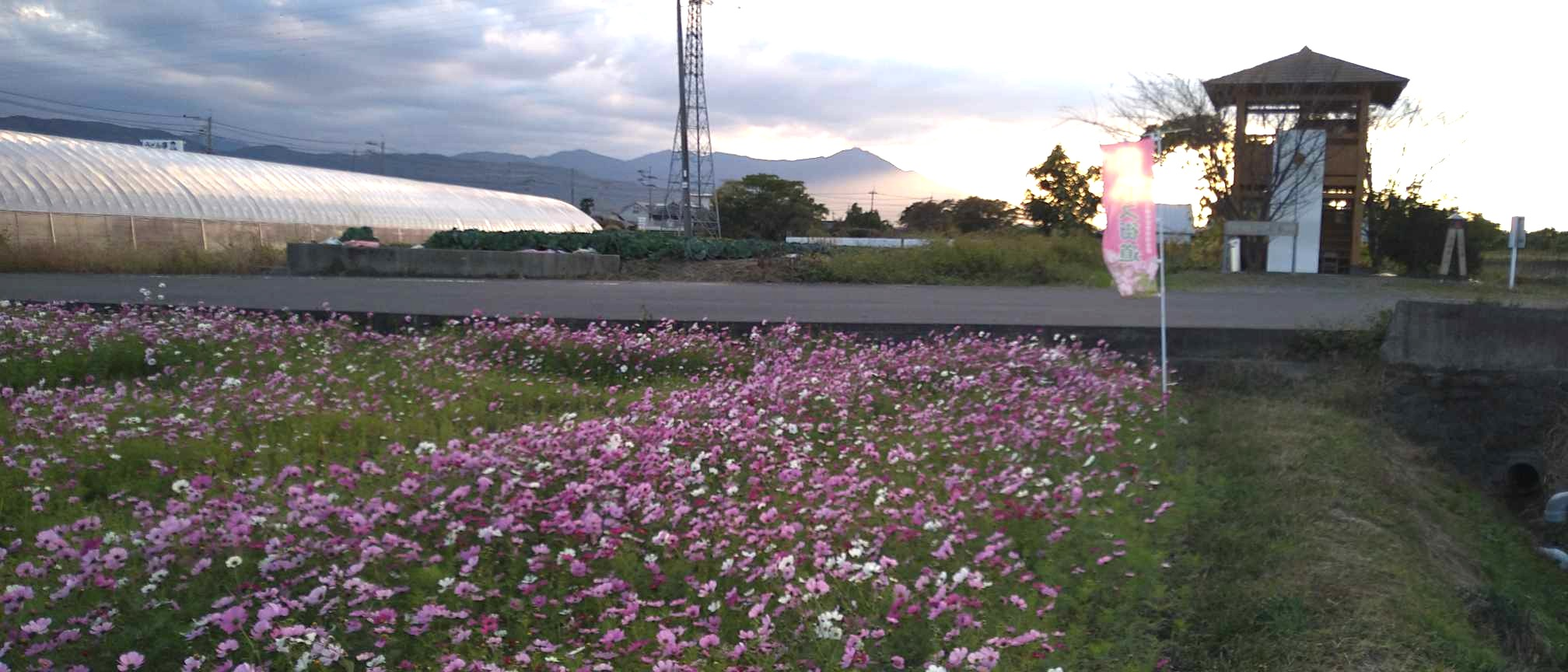
徳島県道12号鳴門池田線との交差点近くにある遍路小屋
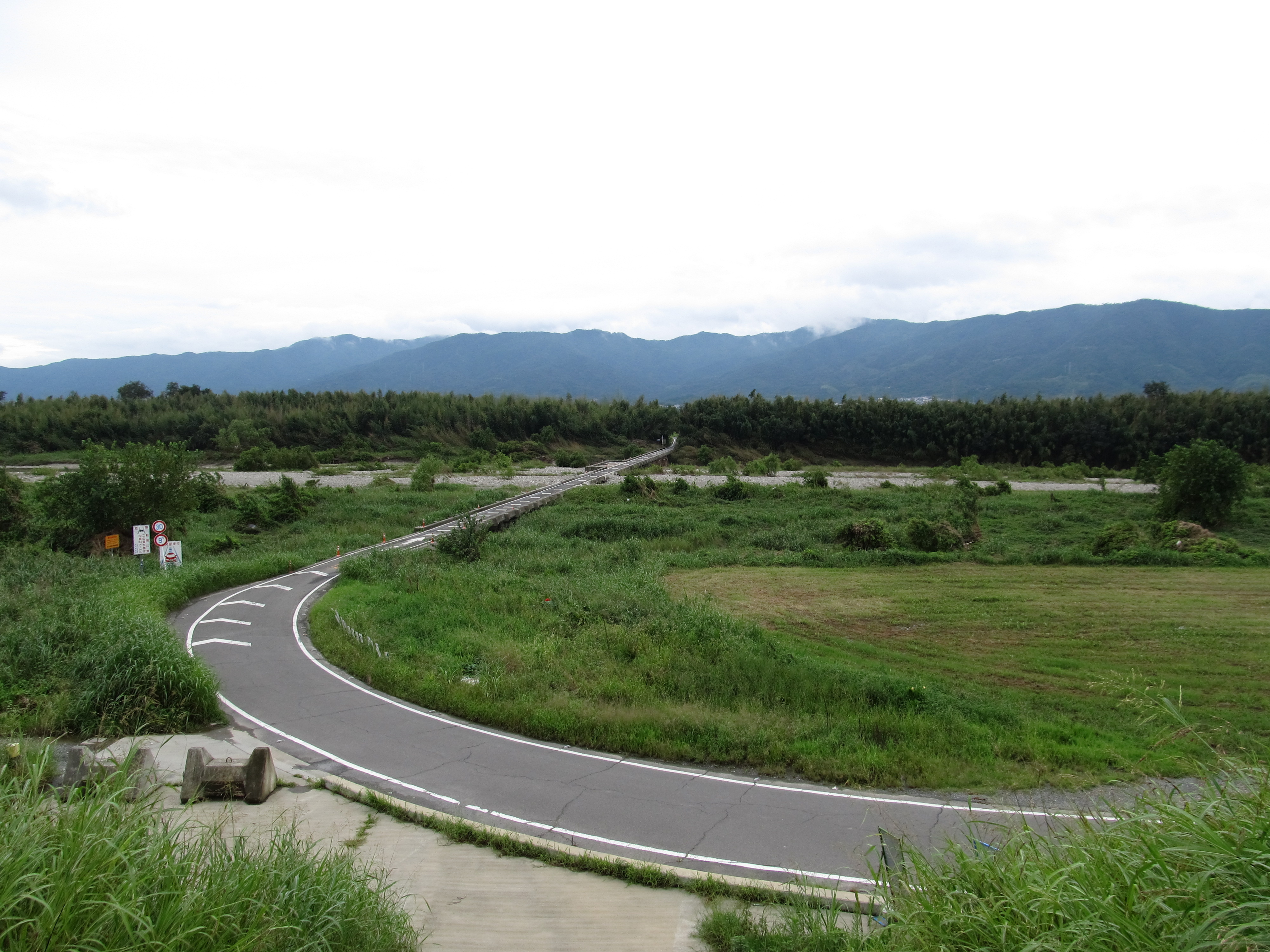
徳島県阿波市の吉野川に架かる潜水橋・大野島橋
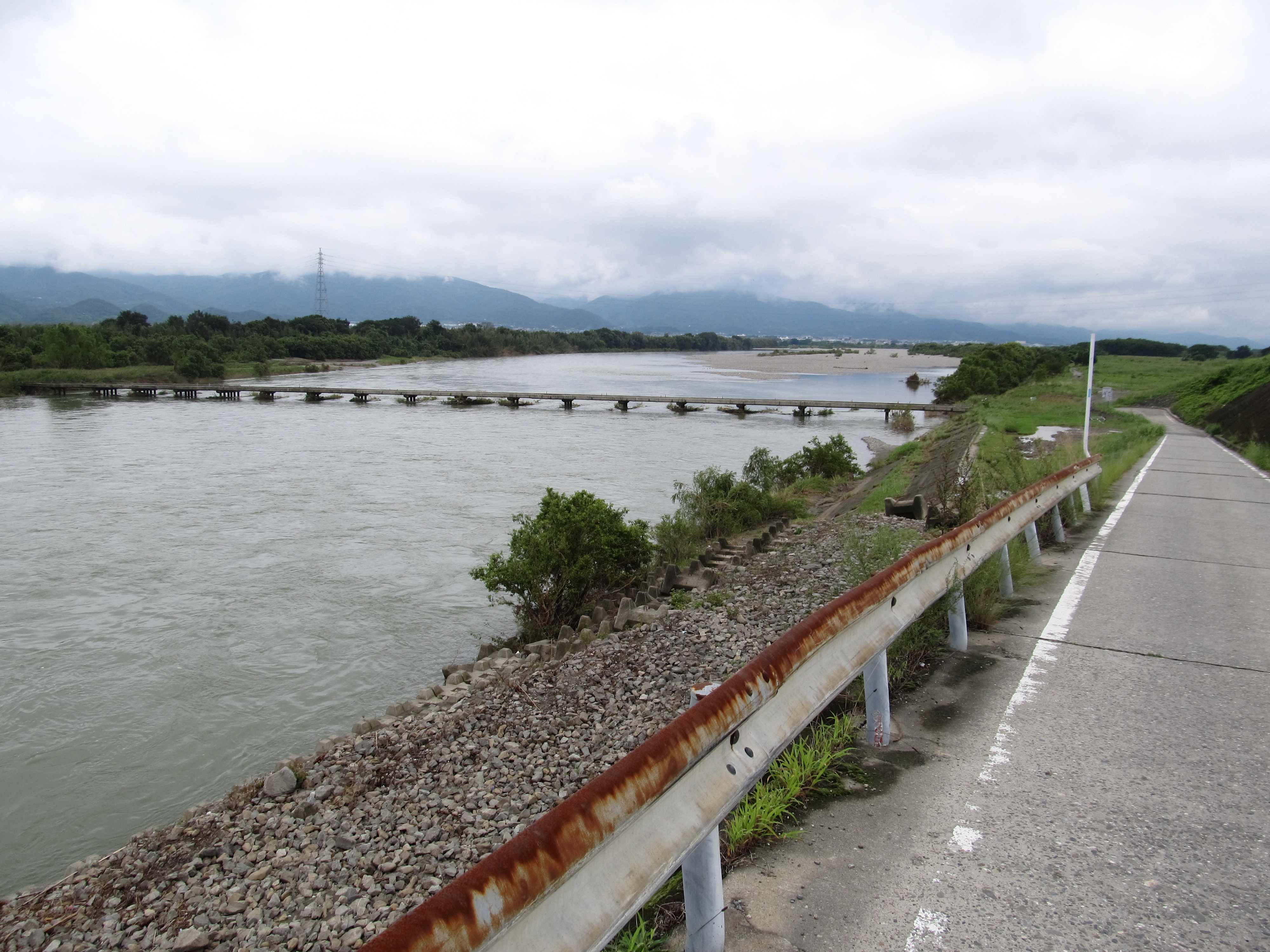
吉野川に架かる潜水橋・川島橋（香川県道・徳島県道2号津田川島線との重複区間）